# 88-as villamos (Budapest)
A budapesti 88-as jelzésű villamos a Kálvin tér és Nagyvásártelep között közlekedett. A járatot a Fővárosi Villamosvasút üzemeltette.

## Története
Az 1932. július 18-án bevezetett új BSZKRT-menetrenddel a 8-as villamos útvonalát kettébontották, 8-as jelzéssel a Városligettől a Podmaniczky utcán át a Kossuth Lajos térig, míg 88-as jelzéssel a Kossuth Lajos tér – Ferenc József rakpart – Lónyay utca – Közvágóhíd útvonalon közlekedett. 1933. március 6-án belső végállomását az Eskü térre helyezték át, felhagyott útvonalán a meghosszabbított 8-as pótolta.  Ugyanekkor déli végállomása a Nagyvásártelephez került át, azonban a telep esti zárása után 88A jelzéssel továbbra is csak a Közvágóhídig járt. 1942. december 14-én a 88A jelzését 89-esre módosították. 1943. november 22-én újraindult a betétjárat a Boráros tér – Nagyvásártelep szakaszon. 1944. szeptember 27-én megszűnt a 88-as és a 88A villamos.
1947. június 6-án a Nagyvásártelep és Közvágóhíd között közlekedő 1-es villamos jelzését 88-asra módosították, belső végállomását a Kálvin térre helyezték át. 1949. november 26-án szüntették meg a 89-es villamossal együtt: a 88-as jelzése 33-asra, a 89-esé pedig 34-esre módosult.